# Zamarada mesotaenia
Zamarada mesotaenia är en fjärilsart som beskrevs av Louis Beethoven Prout 1931. Zamarada mesotaenia ingår i släktet Zamarada och familjen mätare. Inga underarter finns listade i Catalogue of Life.